# Campionati europei Under-17 2023 (hockey su pista)
I campionati europei Under-17 2023 sono stati la 41ª edizione del torneo di hockey su pista per squadre nazionali maschili Under-17.
Il torneo si è svolto a Correggio, in Italia dal 28 agosto al 2 settembre 2023. 

## Formula
Il torneo ha visto la partecipazione di 8 squadre nazionali, per cui l’organizzazione ha deciso di dividere queste ultime in due gironi, decisione già presa per varie edizioni precedenti.
I gironi erano composti rispettivamente da 4 squadre ciascuno.

## Fase preliminare

### Girone A
| Squadra    | Pt | G | V | N | P | GF | GS | GD  |
| ---------- | -- | - | - | - | - | -- | -- | --- |
| Portogallo | 7  | 3 | 2 | 1 | 0 | 13 | 2  | 11  |
| Spagna     | 7  | 3 | 2 | 1 | 0 | 14 | 1  | 13  |
| Italia     | 3  | 3 | 1 | 0 | 2 | 3  | 7  | -7  |
| Francia    | 0  | 3 | 0 | 0 | 3 | 3  | 23 | -20 |

| Correggio 28 agosto 2023 1ª giornata | Spagna | 10 – 0 | Francia | Palasport Dorando Pietri |

| Correggio 28 agosto 2023 1ª giornata | Italia | 0 – 2 | Portogallo | Palasport Dorando Pietri |

| Correggio 29 agosto 2023 2ª giornata | Spagna | 1 – 1 | Portogallo | Palasport Dorando Pietri |

| Correggio 29 agosto 2023 2ª giornata | Francia | 2 – 3 | Italia | Palasport Dorando Pietri |

| Correggio 30 agosto 2023 3ª giornata | Portogallo | 10 – 1 | Francia | Palasport Dorando Pietri |

| Correggio 30 agosto 2023 3ª giornata | Italia | 0 – 3 | Spagna | Palasport Dorando Pietri |

### Girone B
| Squadra     | Pt | G | V | N | P | GF | GS | GD  |
| ----------- | -- | - | - | - | - | -- | -- | --- |
| Svizzera    | 7  | 3 | 2 | 1 | 0 | 11 | 5  | 6   |
| Germania    | 5  | 3 | 1 | 2 | 0 | 14 | 8  | 6   |
| Inghilterra | 4  | 3 | 1 | 1 | 1 | 7  | 9  | -2  |
| Andorra     | 3  | 3 | 0 | 0 | 3 | 3  | 13 | -10 |

| Correggio 28 agosto 2023 1ª giornata | Svizzera | 4 – 1 | Inghilterra | Palasport Dorando Pietri |

| Correggio 28 agosto 2023 1ª giornata | Andorra | 1 – 7 | Germania | Palasport Dorando Pietri |

| Correggio 29 agosto 2023 2ª giornata | Andorra | 0 – 3 | Svizzera | Palasport Dorando Pietri |

| Correggio 29 agosto 2023 2ª giornata | Inghilterra | 3 – 3 | Germania | Palasport Dorando Pietri |

| Correggio 30 agosto 2023 3ª giornata | Svizzera | 4 – 4 | Germania | Palasport Dorando Pietri |

| Correggio 30 agosto 2023 3ª giornata | Inghilterra | 3 – 2 | Andorra | Palasport Dorando Pietri |

## Quarti di finale
| Correggio 31 agosto 2023 Quarti di finale | Francia | 2 (3) – 2 (2) | Svizzera | Palasport Dorando Pietri |

| Correggio 31 agosto 2023 Quarti di finale | Spagna | 10 – 0 | Inghilterra | Palasport Dorando Pietri |

| Correggio 30 agosto 2023 3ª giornata | Inghilterra | 3 – 2 | Andorra | Palasport Dorando Pietri |

| Correggio 31 agosto 2023 Quarti di finale | Portogallo | 12 – 1 | Andorra | Palasport Dorando Pietri |

| Correggio 31 agosto 2023 Quarti di finale | Italia | 6 – 0 | Germania | Palasport Dorando Pietri |

## Fase finale
Le semifinali e le finali si sono tenute nei giorni 1 e 2 settembre 2023.

### Semifinali
| Semifinali 1ª - 3ª posizione | Risultato |
| ---------------------------- | --------- |
| Portogallo - Francia         | 12 - 1    |
| Spagna - Italia              | 6 - 2     |
| Semifinali 5ª - 8ª posizione | Risultato |
| Andorra - Svizzera           | 0 - 5     |
| Germania - Inghilterra       | 1 - 3     |

### Finali 1ª - 6ª posizione
| Finali 1ª - 4ª posizione | Risultato |
| ------------------------ | --------- |
| Portogallo - Spagna      | 4 - 7     |
| Francia - Italia         | 2 - 3     |
| Finali 5ª - 6ª posizione | Risultato |
| Svizzera - Inghilterra   | 5 - 2     |

### Finali 7ª e 8ª posizione
| Finali 7ª - 8ª posizione | Risultato |
| ------------------------ | --------- |
| Andorra - Germania       | 5 - 4     |

## Classifica finale
| Posizione | Squadra     |
| --------- | ----------- |
|           | Spagna      |
|           | Portogallo  |
|           | Italia      |
| 4         | Francia     |
| 5         | Svizzera    |
| 6         | Inghilterra |
| 7         | Andorra     |
| 8         | Germania    |